# Kroniek van het Atlantisch orkaanseizoen 2010
Dit artikel geeft een tijdsoverzicht van het Atlantisch orkaanseizoen van 2010 dat in dat jaar op de Atlantische Oceaan geweest is in en bij de Golf van Mexico.
Hier volgt de kroniek van het Atlantisch orkaanseizoen 2010. Deze pagina behoort bij het artikel over het Atlantisch orkaanseizoen 2010.

## Kroniek van het seizoen 2010
Alle tijden staan aangegeven in UTC, een tijd die nagenoeg gelijk is aan het bekendere Greenwich Mean Time, daardoor kan de datum in sommige gevallen door het tijdsverschil verschillen met de plaatselijke datum.

### Juni
1 juni
- 0400 UTC Officieel begin van het Atlantisch orkaanseizoen 2010.[1]

25 juni
- 1800 UTC Tropische depressie 1 ontstaat in de Caraïbische Zee circa 150 km ten noordnoordoosten van Puerto Lempira, Honduras.[2]

26 juni
- 0600 UTC Tropische depressie 1 zwelt aan tot tropische storm Alex, de eerste storm van het seizoen.[2]

27 juni
- 0000 UTC Tropische storm Alex komt aan land nabij Belize City met een windsnelheid van circa 100 km/uur en een luchtdruk van 995 hPa.[2]

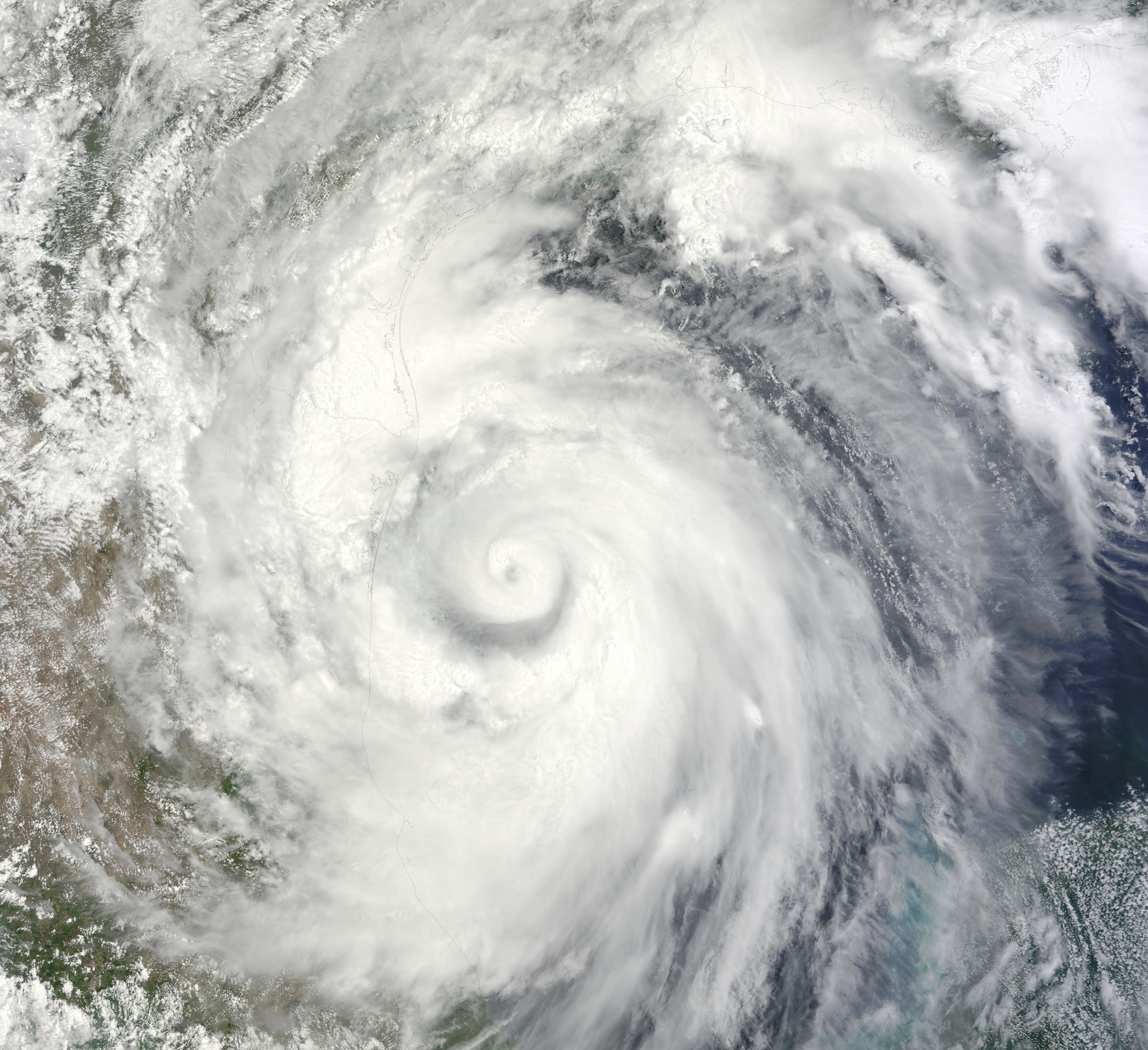
orkaan Alex op 30 juni 2010

- 1500 UTC Tropische storm Alex degradeert tot tropische depressie Alex.

28 juni
- 0000 UTC Tropische depressie Alex zwelt boven de Baai van Campeche opnieuw aan tot tropische storm Alex.

30 juni
- 0000 UTC Tropische storm Alex zwelt aan tot orkaan Alex van categorie 1, de eerste orkaan van het seizoen en de vroegste orkaan sinds 1995.[2]

### Juli
1 juli
- 0000 UTC Orkaan Alex zwelt aan tot een orkaan van categorie 2.[2]
- 0200 UTC Orkaan Alex komt aan land nabij Soto la Marina, Tamaulipas als orkaan van de tweede categorie 2 met een doorstaande wind van 175 km/uur en een minimum luchtdruk van 946 hPa.[2]
- 0600 UTC Orkaan Alex zwakt af tot een orkaan van de categorie 1.[2]
- 1200 UTC Orkaan Alex zwakt af tot tropische storm Alex.[2]

2 juli
- 0000 UTC Tropische storm zwakt af tot tropische depressie.[2]
- 0600 UTC Tropische depressie Alex is opgelost boven Mexico.[2]

8 juli
- 0000 UTC Boven de westelijke Golf van Mexico, op 395 km ten oosten van La Pesca ontstaat Tropische depressie 2.[3]
- 1400 UTC Tropische depressie 2 komt aan land met windsnelheden tot 56 km/uur en rukwinden tot 74 km/uur bij een minimale druk van 1006 hPa op de Texaanse kust op 45 km ten noordoosten van Brownsville.[3]

9 juli
- 0600 UTC Tropische depressie 2 lost op boven de benedenloop van de Rio Bravo del Norte.[3]

22 juli
- 0600 UTC Tropische depressie 3 ontstaat boven het Old Bahama's kanaal.[4]
- 2315 UTC Tropische depressie 3 verstrekt en wordt tropische storm Bonnie terwijl hij aan land komt op Ragged Island op de Bahama's met windsnelheden van 65 km/h en een minimale druk van 1008 hPa.[4]

23 juli

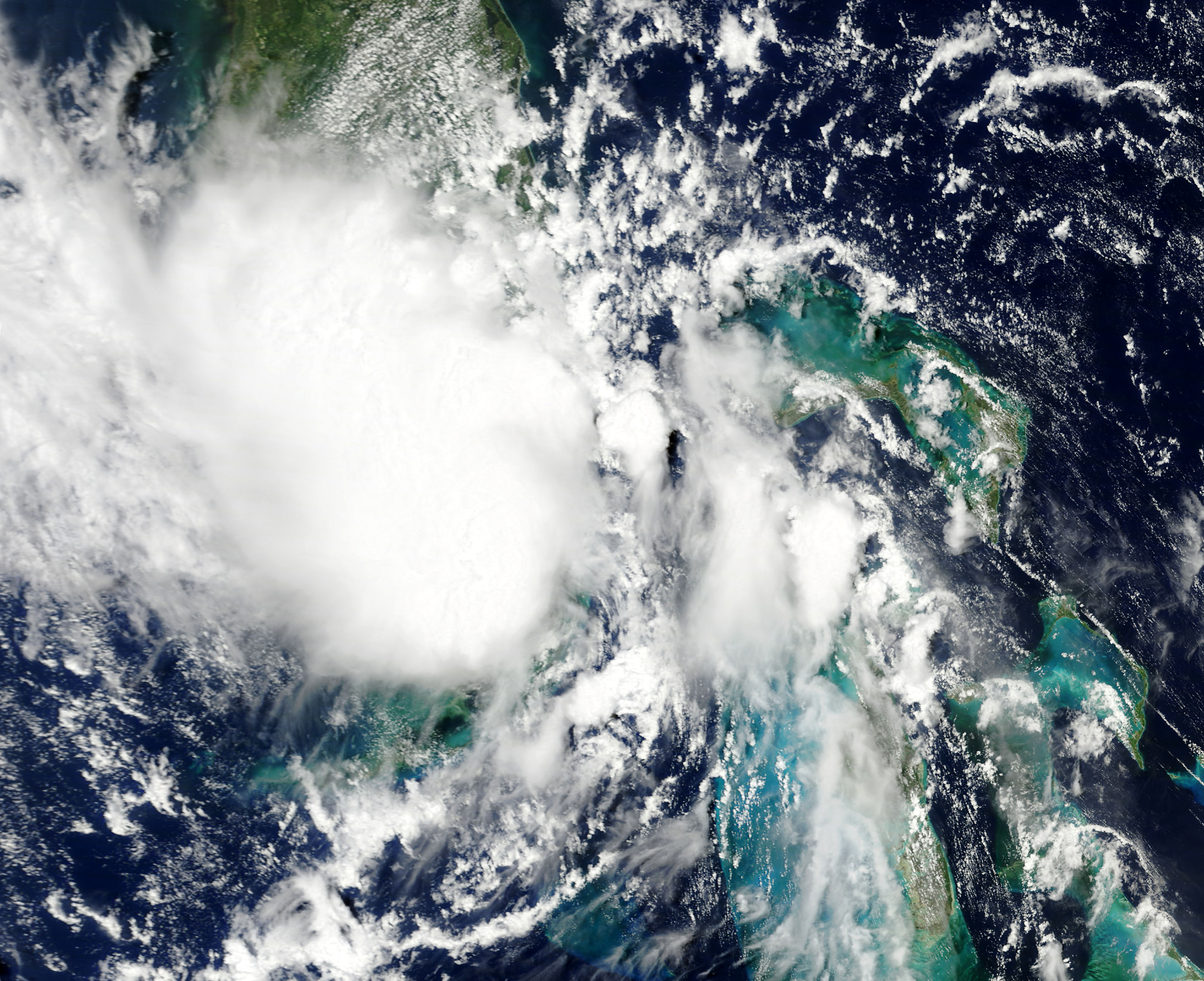
Tropische storm Bonnie boven Florida

- 0515 UTC Tropische Storm Bonnie komt aan land op Andros Island, Bahama's met een windsnelheid van 75 km/h.[4]
- 0600 UTC Tropische Storm Bonnie bereikt zijn piekintensiteit met een windsnelheid van 75 en een minimum luchtdruk van 1005 hPa.[4]
- 1430 UTC Tropische Storm Bonnie komt aan land bij Elliott Key, Florida met een windsnelheid van 75 km.[4]
- 18h00 UTC Tropische storm Bonnie degradeert tot tropische depressie Bonnie boven Zuidwest-Florida.[4]

25 juli
- 00h00 UTC Tropische depressie Bonnie desintegreert boven de noordelijke deel van de Golf van Mexico.[4]

### Augustus
2 augustus
- 1200 UTC Tropische depressie 4 vormt zich 2052 km ten oosten van Barbados.[5]

3 augustus
- 06h00 UTC Tropische depressie 4 zwelt aan tot tropische storm Colin op 1553 km ten oosten van de Benedenwindse Eilanden.[5]
- 1800 UTC Tropische storm Colin degradeert tot een trog van lage luchtdruk.[5]

5 augustus
- 1200 UTC The resten van Colin gaan opnieuw over in een tropische storm 510 km noordnoordoostelijk van San Juan, Puerto Rico.[5]
- 2100 UTC Tropische Storm Colin bereikt zijn maximale intensiteit met een windsnelheid van 95 km/h en een minimum druk van 1005 hPa.[5]

8 augustus
- 0000 UTC Tropische Storm Colin zwakt af tot een tropische depressie 314 km zuidzuidwestelijk van Bermuda.[5]
- 1200 UTC Tropische depressie Colin lost op op minder dan 185 km zuidwestelijk van Bermuda.[5]

10 augustus
- 1800 UTC Tropische depressie 5 ontwikkelt zich in het zuidoosten van de Golf van Mexico.[6]

11 augustus

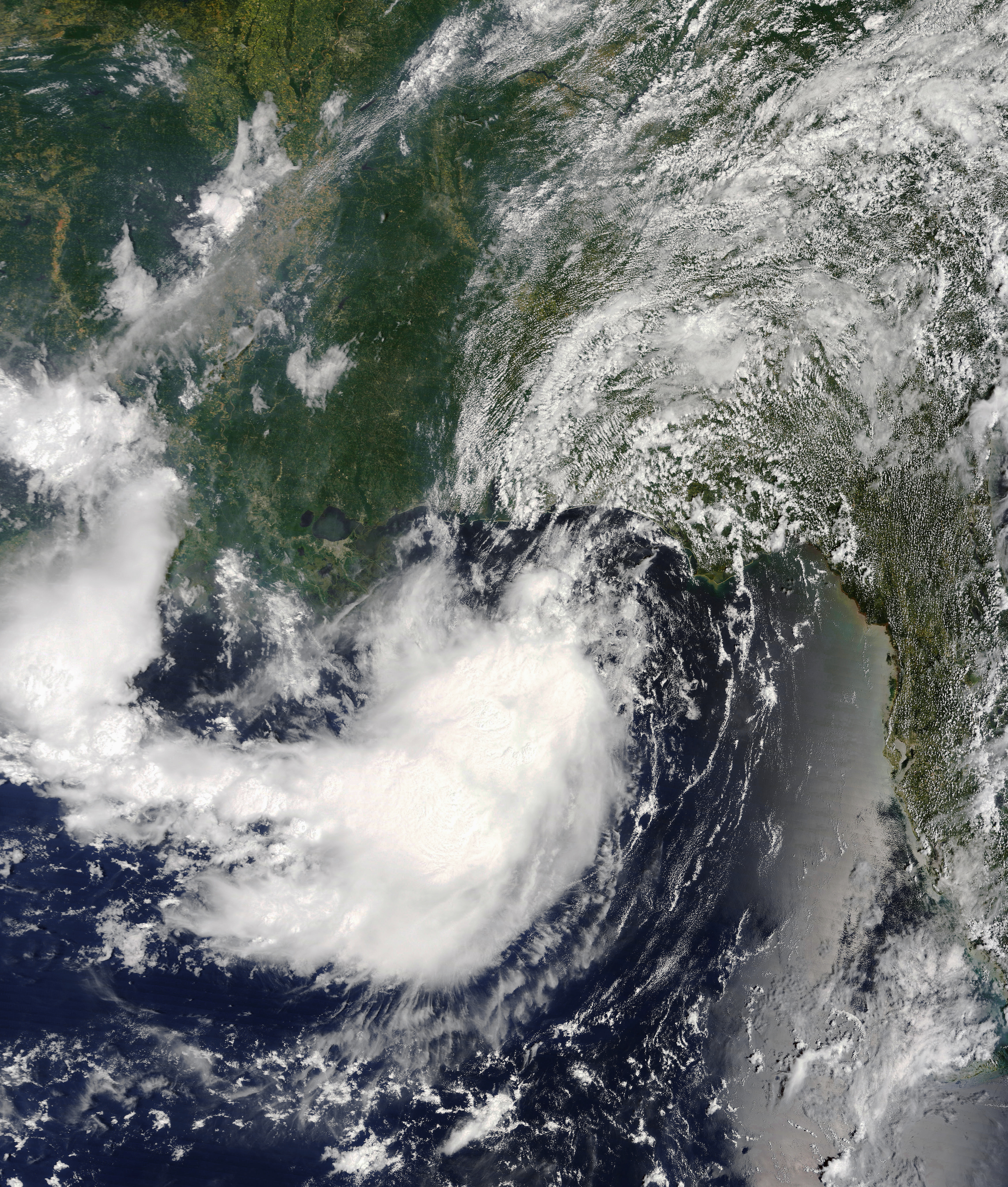
De resten van tropische depressie 5 zwellen aan boven het noordoosten van de Golf van Mexico.

- 0000 UTC Tropische depressie 5 bereikt zijn maximale intensiteit met een windsnelheid van 55 km/h en een minimum luchtdruk van 1008 hPa.[6]
- 0600 UTC Tropische depressie 5 lost op in het noorden van de Golf van Mexico.[6]

21 augustus
- 1800 UTC Tropische depressie 6 ontwikkelt zich nabij Kaapverdië.[7]

22 augustus
- 0600 UTC Tropische depressie 6 zwelt aan tot tropische Storm Danielle.[7]

23 augustus
- 1800 UTC Tropische storm Danielle zwelt aan tot een categorie 1 orkaan.[7]

25 augustus
- 1200 UTC Tropische depressie 7 vormt zich ten zuidwesten van Kaapverdië.[8]
- 2100 UTC Tropische depressie 7 zwelt aan tot tropische storm Earl.[9]

26 augustus
- 0600 UTC Orkaan Danielle zwelt aan tot een categorie 2 orkaan.[7]

27 augustus
- 0600 UTC Orkaan Danielle zwelt aan tot een categorie 3 orkaan, de eerste majeure orkaan van het seizoen.[7]
- 1800 UTC Orkaan Danielle zwelt aan tot een categorie 4 orkaan. Gelijkertijd bereikt orkaan Danielle zijn piekintensiteit met windsnelheden van 215 km/h en een minimum luchtdruk van 942 hPa.[7]

28 augustus

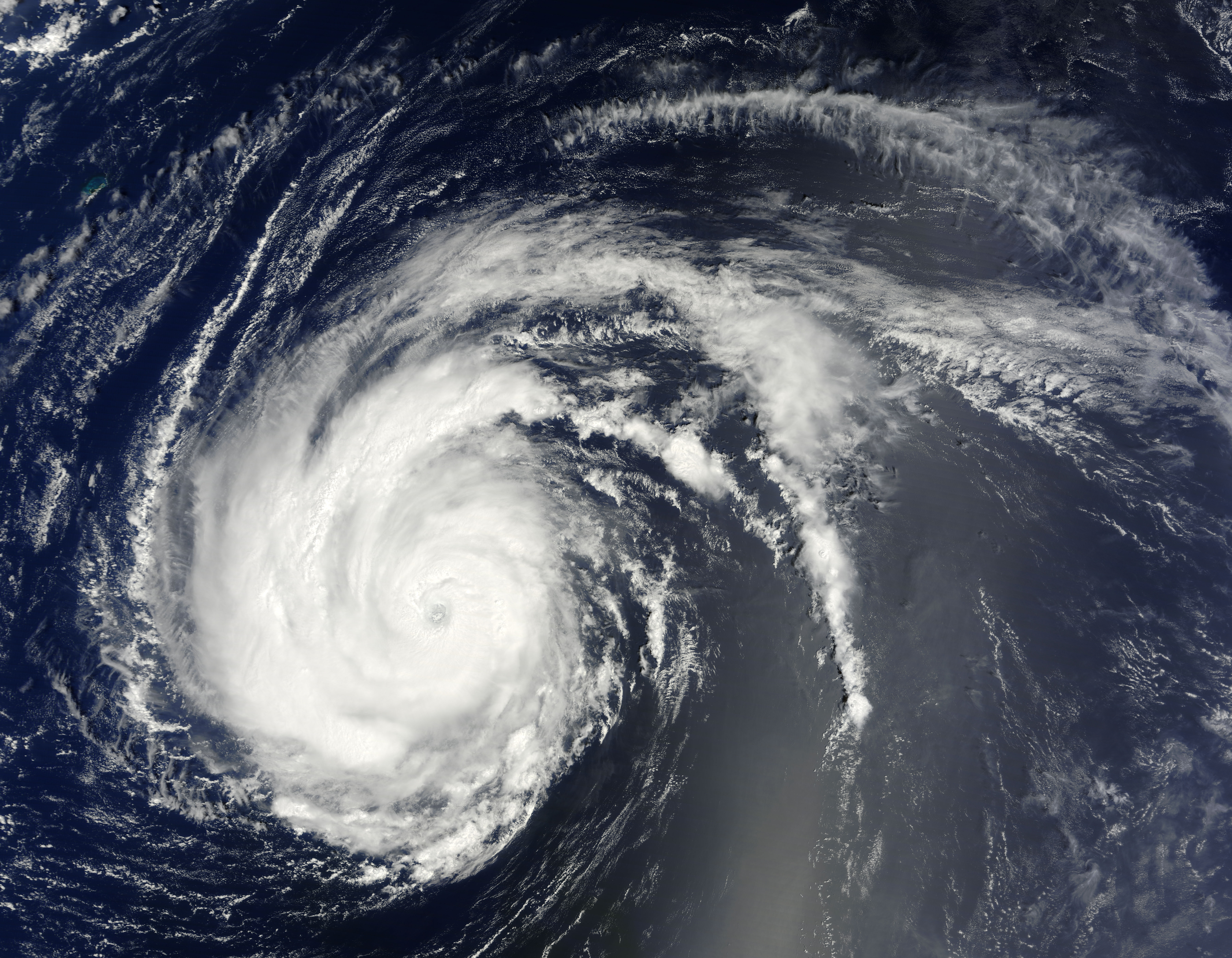
Orkaan Danielle vlak bij het piekmoment op 27 augustus

- 0000 UTC Orkaan Danielle zwakt af tot een categorie 3 orkaan.[7]
- 0600 UTC Orkaan Danielle zwakt af tot een categorie 2 orkaan.[7]

39 augustus
- 0600 UTC Orkaan Danielle zwakt af tot een categorie 1 orkaan.[7]
- 1230 UTC Tropische storm Earl zwelt aan tot een categorie 1 orkaan.[10]

30 augustus
- 0300 UTC Orkaan Earl zwelt aan tot een categorie 2 orkaan.[11]
- 1200 UTC Tropische depressie 8  ontwikkelt zich 1665 km ten oosten van de Benedenwindse Eilanden.[12]
- 1500 UTC Orkaan Earl zwelt aan tot een categorie 3 orkaan.[13]
- 1800 UTC Tropische depressie Fiona zwelt aan tot Tropische storm Fiona.[12]
- 1800 UTC Orkaan Danielle zwakt af tot een tropische storm.[7]
- 2100 UTC Orkaan Earl zwelt aan tot een categorie 4 orkaan.[14]

31 augustus
- 0000 UTC Tropische storm Danielle wordt een frontale depressie 770 km ten zuidoosten van Cape Race, Newfoundland, Canada.[7]

### September
1 september
- 0600 UTC Tropische depressie 9 ontwikkelt zich ten zuidwesten van de Kaapverdië.[15]
- 1200 UTC Tropische storm Fiona bereikt zijn minimum luchtdruk van 997 hPa.[12]
- 1200 UTC Tropische depressie 9 zwelt aan tot een de tropische storm Gaston. Gelijkertijd haalt tropische storm Gaston zijn maximale intensiteit met een maximum windsnelheid van 65 km/h en een minimu luchtdruk van 1005 hPa.[15]
- 1800 UTC Tropische storm Fiona bereikt zijn maximale windsnelheid van 100 km/h.[12]

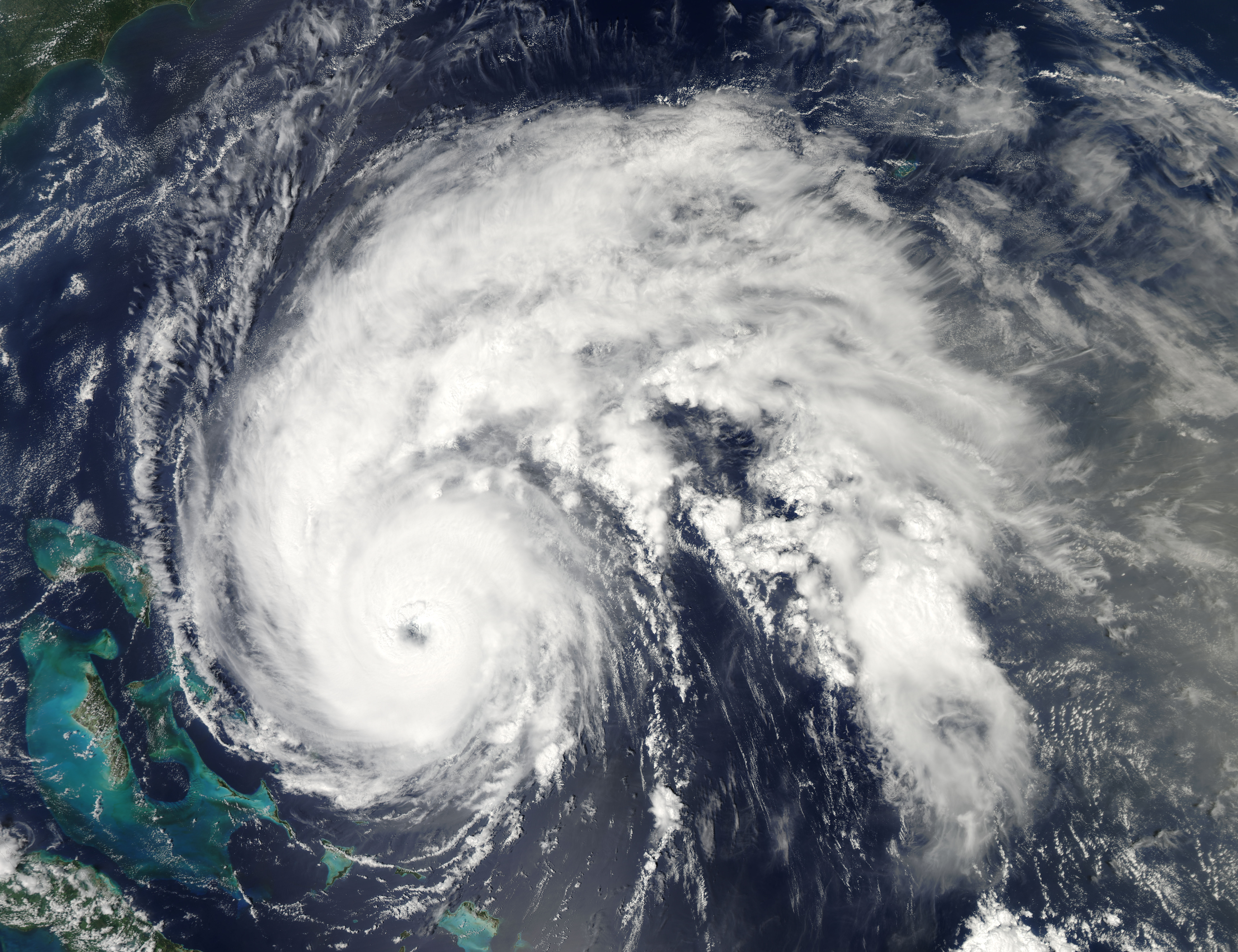
Orkaan Earl nabij de Bahama's

- 2100 UTC Orkaan Earl zwelt opnieuw aan tot een categorie 4 orkaan.[16]

2 september
- 0000 UTC Tropische storm Gaston zwakt af tot een tropische depressie.[15]
- 1200 UTC Tropische depressie Gaston degenereert tot een lagedrukgebied.[15]

3 september
- 0000 UTC Orkaan Earl zwakt af tot een categorie 2 orkaan.[17]
- 1500 UTC Orkaan Earl zwakt af tot een categorie 1 orkaan.[18]

4 september
- 0000 UTC Tropische Storm Fiona zwakt af tot een tropische depressie.[12]
- 0300 UTC Orkaan Earl zwakt af tot een tropische storm.[19]
- 0300 UTC Tropische depressie Fiona zwakt af tot een lagedrukgebied ten zuidwesten van Bermuda.[12]
- 1400 UTC Tropische Storm Earl komt aan land nabij Western Head, Nova Scotia met een windsnelheid van 110 km/h.[20]

5 september
- 0300 UTC Tropische storm Earl wordt een frontale depressie bovan de Saint Lawrencebaai.[21]
- 1800 UTC Tropische depressie 10 ontwikkelt zich in het westen van de Golf van Mexico.[22]

6 september
- 0600 UTC Tropische depressie 10 zwelt aan tot tropische storm Hermine.[22]

7 september
- 0200 UTC Tropische storm Hermine bereikt zijn maximamele windsnelheid van 110 km/h en minimum luchtdruk van 989 hPa. Gelijkertijd komt tropische storm Hermine aan land vlak bij Matamoros, Tamaulipas, Mexico met dezelfde kracht.[22]

8 september
- 0000 UTC Tropische storm Hermine zwakt af tot een tropische depressie.[22]
- 1500 UTC Tropische storm Igor vormt zich ten zuiden van Kaapverdië.[23]

9 september
- 1800 UTC Tropische depressie Hermine valt uiteen in een lagedrukgebied boven het noorden van Oklahoma.[22]

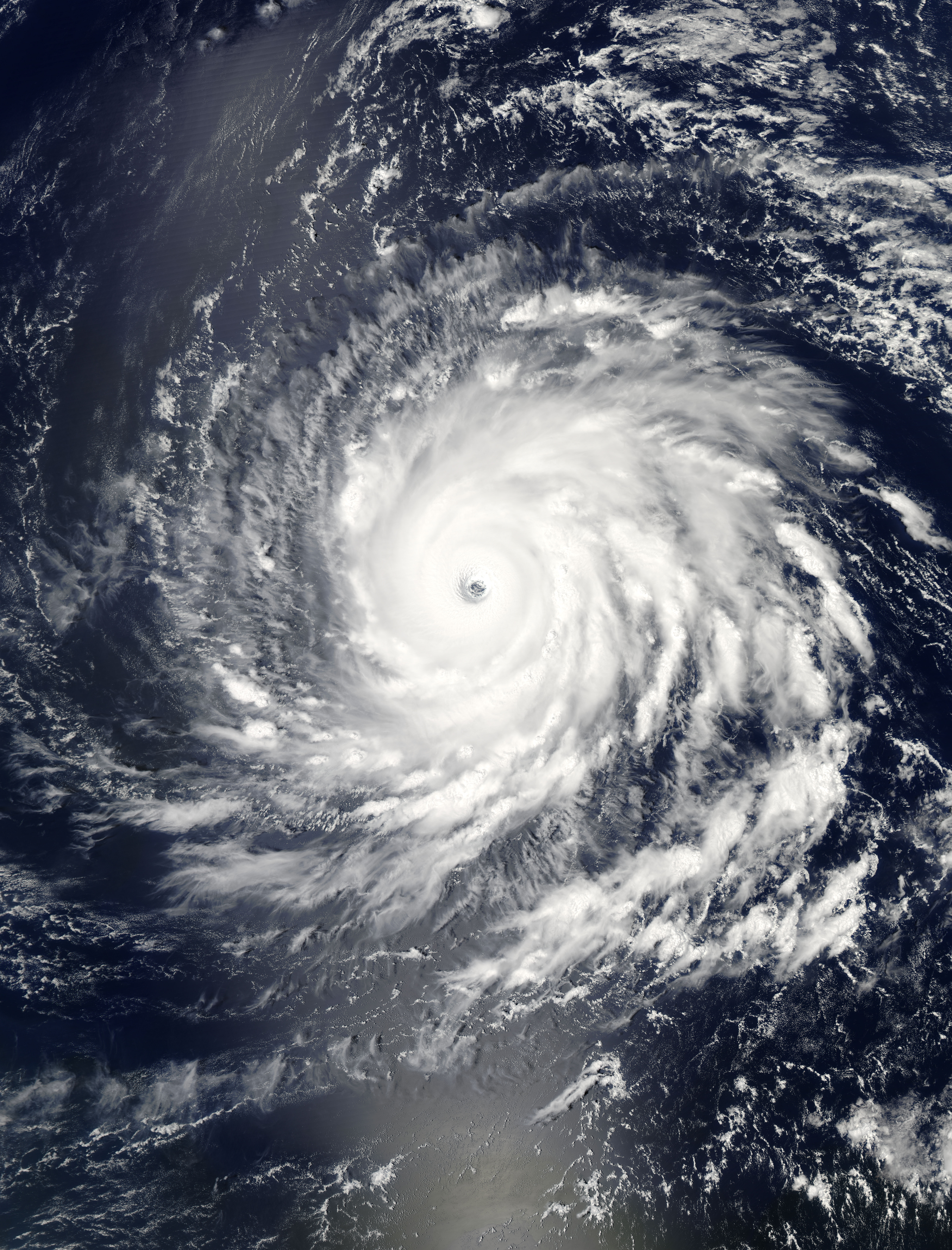
Orkaan Igor te zien als een krachtige categorie 4 orkaan

- 2100 UTC Tropische storm Igor zwakt af tot een tropische depressie.[24]

10 september
- 1500 UTC Tropische depressie Igor zwelt opnieuw aan tot een tropische storm.[25]

11 september
- 0300 UTC Tropische Storm Igor zwelt aan tot een categorie 1 orkaan.[26]

12 september
- 0600 UTC Tropische depressie 12 vormt zich ten zuidoosten van Kaapverdië.[27]
- 1500 UTC Orkaan Igor zwelt aan tot categorie 2.[28]
- 1800 UTC Tropische depressie 12 zwelt aan tot tropische storm Julia.[27]
- 1830 UTC Orkaan Igor zwelt snel aan tot een categorie 4 orkaan (slaat categorie 3 over).[29]

13 september
- 2100 UTC Tropische storm Karl vormt zich in het westen van de Caraïbische Zee.[30]

14 september
- 1200 UTC Tropische storm Julia zwelt aan tot een categorie 1 orkaan.[27]

15 september
- 0000 UTC Orkaan Julia zwelt aan tot een categorie 2 orkaan.[27]
- 0600 UTC Orkaan Julia zwelt aan tot een categorie 3 orkaan.[27]
- 1200 UTC Orkaan Julia zwelt aan tot een categorie 4 orkaan. Gelijkertijd bereikt orkaan Julia een peikintensiteit van 220 km/h en een minimum luchtdruk van 948 hPa.[27]
- 1245 UTC Tropische storm Karl komt aan land ten noorden van Chetumal, Quintana Roo met een windsnelheid van 100 km/h.[31]

16 september
- 0000 UTC Orkaan Julia zwakt af tot een categorie 3 orkaan.[27]
- 1200 UTC Orkaan Julia zwakt af tot een categorie 2 orkaan.[27]
- 1500 UTC Tropische storm Karl zwelt aan tot een categorie 1 orkaan.[32]
- 1800 UTC Orkaan Julia zwakt af tot een categorie 1 orkaan.[27]
- 2100 UTC Orkaan Igor zwakt af tot een categorie 3 orkaan.

17 september
- 0300 UTC Orkaan Karl zwelt aan tot een categorie 2 orkaan.[33]
- 0900 UTC Orkaan Karl van tot een categorie 3 orkaan.[34]
- 1630 UTC Orkaan Karl komt aan land 20 km ten noorden van Veracruz in Mexico met een windsnelheid van 185 km/h.[35]
- 1800 UTC Orkaan Karl zwakt af tot een categorie 2 orkaan.[36]
- 2100 UTC Orkaan Karlzwakt af tot een categorie 1 orkaan.[37]
- 2100 UTC Orkaan Igor zwakt af tot een categorie 2 orkaan.[38]

18 september
- 0000 UTC Orkaan Karl zwakt af tot een tropische storm.[39]
- 0000 UTC Orkaan Julia zwakt af tot een tropische storm.[27]
- 0300 UTC Tropische storm Karl zwakt af tot een tropische depressie.[40]
- 0900 UTC Tropische depressie Karl lost op in het zuiden van Mexico.[41]

19 september
- 0600 UTC Orkaan Igor zwakt af tot een categorie 1 orkaan.[42]

20 september
- 1800 UTC Tropische Storm Julia gaat over in een frontale depressie.[27]
- 0300 UTC Tropische depressie 14 vormt zich 850 km ten westen van Kaapverdië.[43]

21 september
- 1200 UTC Tropische depressie 14 zwelt aan tot een tropische Storm Lisa.[43]
- 2100 UTC Orkaan Igor wordt een frontale depressie ten oosten van Newfoundland en Labrador.[44]

22 september
- 1800 UTC Tropische storm Lisa zwakt af tot een tropische depressie.[43]

23 september
- 0900 UTC Tropische storm Lisa zwakt af tot een tropische depressie.[43]
- 1200 UTC Tropische depressie Lisa zwelt opnieuw aan tot een tropische storm.[43]
- 1800 UTC Tropische depressie 15 vormt zcih in het zuiden van het midden van de Caraïbische Zee.[45]
- 2100 UTC Tropische depressie 15 zwelt aan tot Tropische storm Matthew.[46]

24 september
- 2100 UTC Tropische storm Matthew komt aan land nabij Krukira, Nicaragua met een windsnelheid van 85 km/h.[47]
- 2100 UTC Tropische storm Lisa zwelt aan tot een categorie 1 orkaan.[43]

25 september

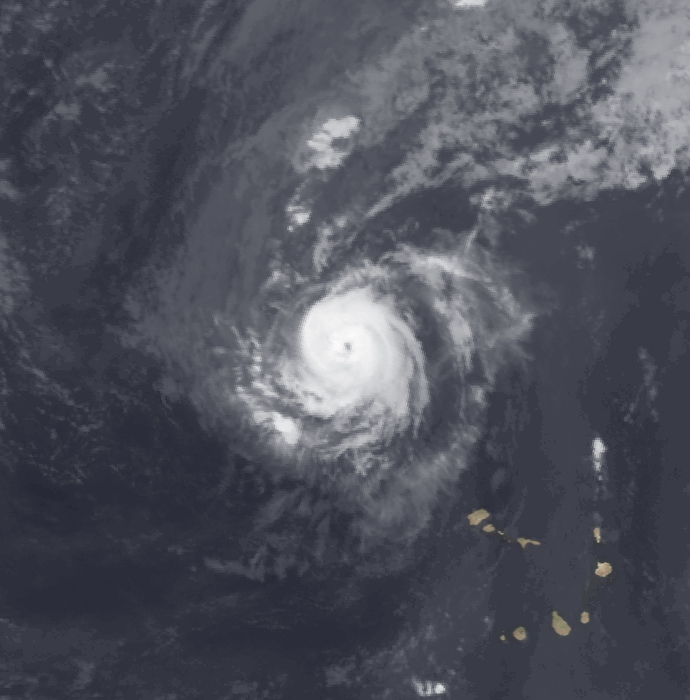
Orkaan Lisa tijdens piekintensiteit op 24 september

- 0000 UTC Orkaan Lisa bereikt zijn piekintensiteit met een maximum windsnelheid van 140 km/h en een minimum luchtdruk van 982 hPa.[43]
- 1200 UTC Orkaan Lisa zwakt af tot een tropische storm.[43]
- 1800 UTC Tropische storm Matthew zwakt af tot een tropische depressie.[48]

26 september
- 1200 UTC Tropische storm Lisa zwakt af tot een tropische depressie.[43]
- 1500 UTC Tropische depressie Matthew lost op boven de landengte van Tehuantepec in Mexico.[49]
- 1800 UTC Tropische depressie Lisa valt uiteen in een lagedrukgebied .[43]

28 september
- 1500 UTC Tropische depressie 16 vormt zich in het noordwesten van de Caraïbische Zee.[50]

29 september
- 1500 UTC Tropische depressie 16 zwelt aan tot Tropische storm Nicole.[51]
- 2100 UTC Tropische storm Nicole lost op boven de Straits of Florida.[52]

### Oktober
6 oktober
- 0600 UTC Subtropische depressie 17 ontwikkelt zich ten noordnoordwesten van Puerto Rico.[53]
- 1200 UTC Subtropische depressie 17 intensifeert in subtropische storm Otto.[53]

7 oktober

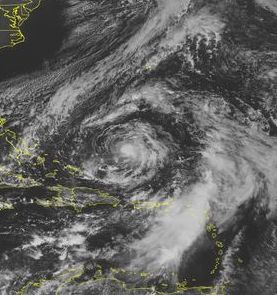
Otto kort na het ontstaan van de tropische cycloon

- 1200 UTC Subtropische storm Otto wordt een tropische cycloon er wordt geclassificeerd als tropische storm Otto.[53]

8 oktober
- 1200 UTC Tropische storm Otto zwelt aan tot categorie 1 orkaan.[53]

9 oktober
- 0000 UTC Orkaan Otto bereikt zijn piekintensiteit met maximale windsnelheden van 140 km/h en een minimum luchtdruk van 976 hPa.[53]

10 oktober
- 0000 UTC Orkaan Otto zwakt af tot tropische storm.[53]
- 0600 UTC Tropische storm Otto wordt een frontale depressie enkele honderden kilometeres ten westen van de Azoren.[53]

11 oktober
- 0000 UTC De tropische depressie waaruit de tropische strom Paula ontstaat, ontstaat ongeveer 180 km ten zuidoosten van Cabo Gracias a Dios.[54]
- 0600 UTC Tropische storm Paula ontstaat.[54]
- 1200 UTC Tropische storm Paula komt aan land bij Cabo Gracias a Dios bij de grens van Honduras en Nicaragua.[54]

12 oktober

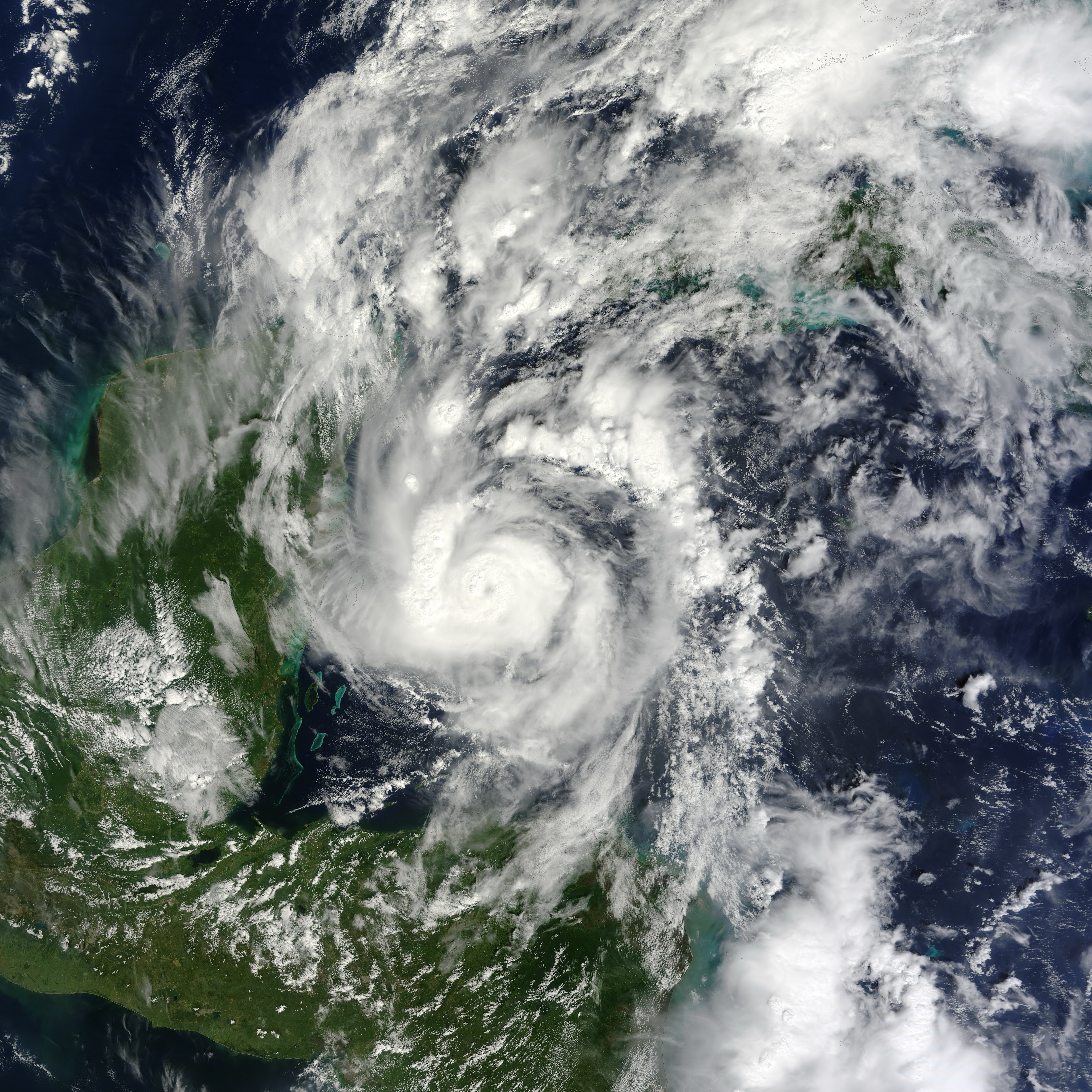
Orkaan Paula rond het hoogtepunt

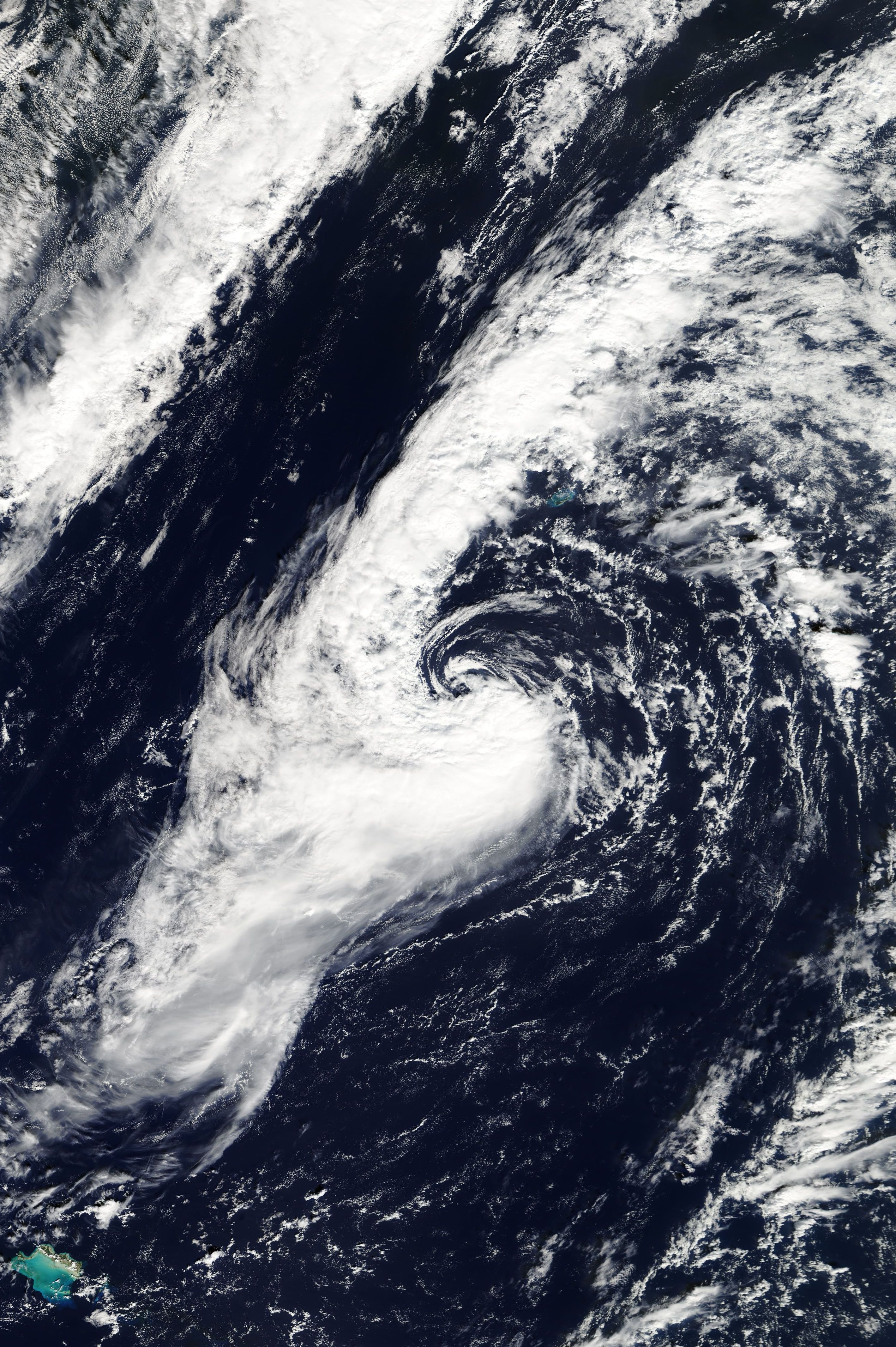
Tropische storm Shary nadert Bermuda

- 0000 UTC Tropische storm Paula zwelt aan tot een categorie 1 orkaan.[54]
- 1800 UTC Orkaan Paula zwelt aan tot een categorie 2 orkaan.[54]

13 oktober
- 1800 UTC Orkaan Paula zwakt af tot een categorie 1 orkaan.[54]

14 oktober
- 1200 UTC Orkaan Paula zwakt af tot een tropische storm.[54]
- 1500 UTC Tropische storm Paula gaat aan land tussen Santa Lucía en Puerto Esperanza op Cuba.[54]

15 oktober
- 0600 UTC Tropische storm Paula zwakt af tot een tropische depressie.[54]
- 1200 UTC Tropische depressie Paula valt uit elkaar en gaat verder als lagedrukgebied.[54]

21 oktober
- 0300 UTC Tropische depressie 19 vormt zicht in het noordwesten van de Caraïbische Zee.[55]
- 1500 UTC Tropische depressie 19 zwelt aan en wordt tropische storm Richard.[56]

24 oktober
- 1500 UTC Tropische storm Richard zwelt aan tot een categorie 1 orkaan.[57]

25 oktober
- 0045 UTC Orkaan Richard komt aan land 35 km ten zuiden van Belize City, Belize met een windsnelheid van 160 km/h.[58]
- 0900 UTC Orkaan Richard zwakt af tot een tropische storm.[59]
- 1500 UTC Tropische Storm Richard zwakt af tot een tropische depressie.[60]

26 oktober
- 1500 UTC Tropische depressie Richard valt uiteen en wordt een lagedrukgebied in het zuiden van de Golf van Mexico.[61]

28 oktober
- 1800 UTC De tropische depressie waaruit tropische storm Shary zal ontstaan, ontstaat 830 km ten zuidzuidosten van Bermuda.[62]

29 oktober
- 0000 UTC Tropische storm Shary ontwikkelt zich 565 km ten zuiden van Bermuda.[62]
- 0600 UTC Ontwikkeling tropische depressie die later uitgroeit tot tropische storm Tomas.[63]
- 1200 UTC Tropische storm Tomas ontwikkelt zich ten oosten van de Bovenwindse Eilanden.[63]

30 oktober
- 0000 UTC Tropische storm Shary zwelt aan tot een categorie 1 orkaan.[62]
- 0900 UTC Tropische storm Tomas komt aan land op de zuidkust van Barbados.[63]
- 1200 UTC Tropische storm Tomas zwelt aan tot een categorie 1 orkaan.[63]
- 1800 UTC Orkaan Shary wordt een frontale depressie.[62]
- 2000 UTC Orkaan Tomas zwelt aan tot een categorie 2 orkaan en komt aan land op de noordkust van Saint Vincent.[63]

31 oktober
- 1500 UTC Orkaan Tomas zwakt af tot een categorie 1 orkaan.[64]

### November
1 november

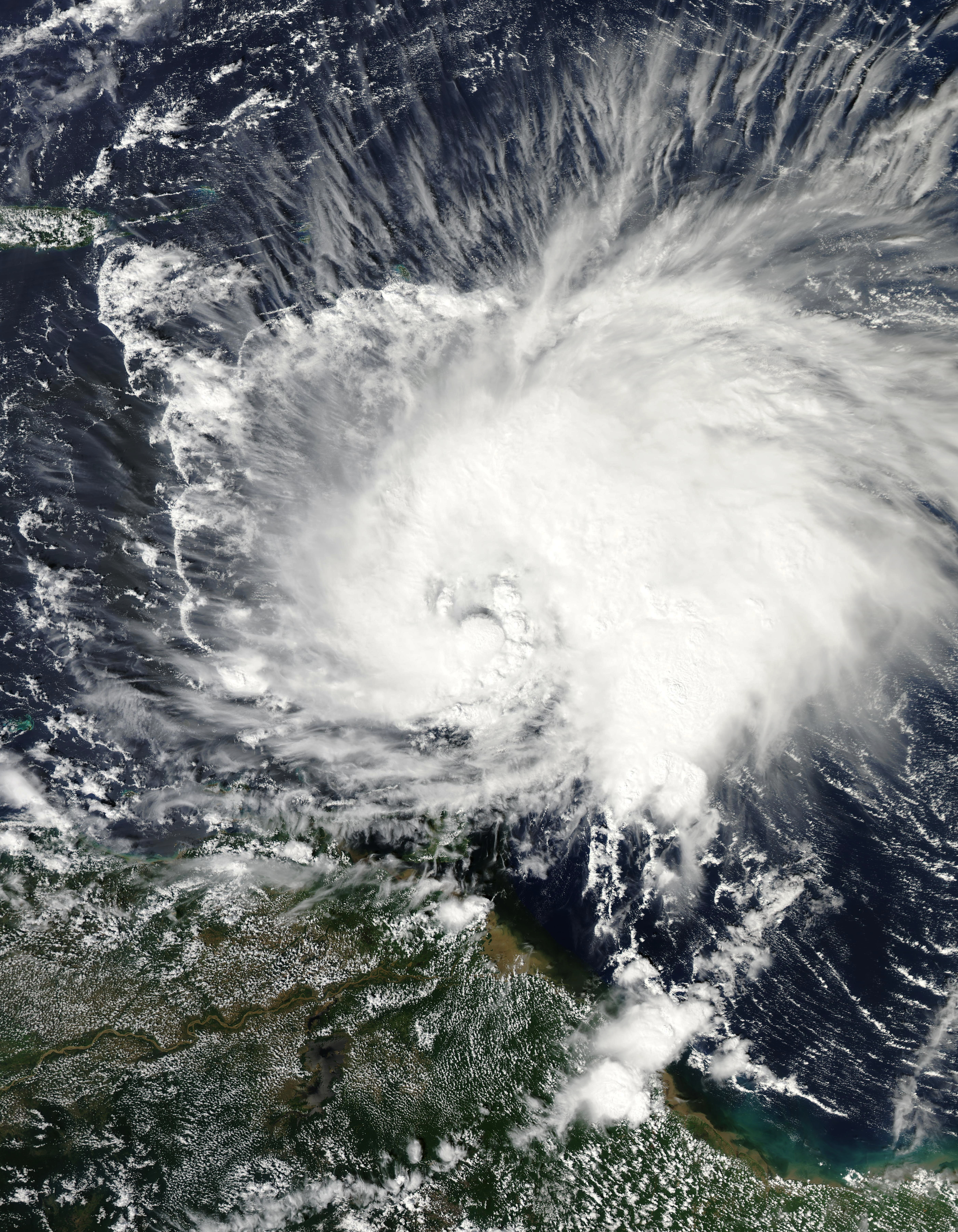
Orkaan Tomas

- 0000 UTC Orkaan Tomas zwakt af tot een tropische storm boven het oosten van het centrum van de Caraïbische Zee.[63]

3 november
- 0000 UTC Tropische storm Tomas zwakt af tot een tropische depressie in het midden van de Caraïbische Zee.[63]
- 1800 UTC Tropische depressie Tomas zwelt opnieuw aan tot een tropische storm.[63]

5 november
- 0600 UTC Tropische storm Tomas zwelt opnieuw aan tot een orkaan.[63]

6 november
- 0000 UTC Orkaan Tomas zwakt af tot een tropische storm.[63]
- 0730 UTC Tropische storm Tomas komt aan land op de Caicoseilanden.[63]
- 1800 UTC Tropische storm Tomas zwelt opnieuw aan tot een orkaan.[63]

7 november
- 1200 UTC Orkaan Tomas zwakt af tot een tropische storm.[63]

8 november
- 0000 UTC Tropische storm Tomas wordt frontale depressie.[63]

30 november
- 0359 UTC Officiële einde van het Atlantische orkaanseizoen 2010.[1]